# Chambre des pairs
Pour les articles homonymes, voir Chambre des pairs (homonymie).
 (mai 2008).
La Chambre des pairs fut en France la chambre haute du Parlement pendant les deux Restaurations, les Cent-jours et sous la monarchie de Juillet.
Créée ex nihilo en 1814, elle fut supprimée en 1848 lors de la mise en place de l'Assemblée nationale constituante de la Seconde République, et ne sera réellement remplacée en tant que chambre haute que par l'évolution du Sénat vers la fin du Second Empire.
Les pairs de France, dont le nom est repris de la pairie de l'ancien régime, sont héréditaires jusqu'à la révolution de 1830 ; à partir de cette date, la dignité n'est plus décernée qu'à vie.

## Historique
La première Chambre des pairs fut établie par la Charte constitutionnelle de 1814.
Le 31 mars 1814, les Alliés vainqueurs entraient dans Paris et décidaient de rappeler les Bourbons en invitant le Sénat à désigner un gouvernement provisoire qui pût préparer une nouvelle constitution. Le Sénat vota la déchéance de Napoléon et proclama Louis XVIII roi. Le Corps législatif ratifia ces décisions.
Louis XVIII, arrivé à Paris dans les premiers jours de mai, ne voulut pas du projet de constitution élaboré par les membres du gouvernement provisoire et adopté par le Sénat le 6 avril. Bien que profondément libéral, il demeura intraitable en ce qui concernait la base de la constitution. Représentant un principe, celui qui avait plané sur tout l’Ancien Régime, Louis XVIII ne voulut tenir son titre que de Dieu et de son prédécesseur et il se réserva d’octroyer une charte à son peuple.
La Charte de 1814, bien que pure concession de l’autorité royale consacrait cependant un état de choses fort différent de celui que l’Ancien Régime avait constitué. Elle tenait compte du chemin parcouru depuis 1789 et, en établissant en France le gouvernement représentatif, elle répondait aux aspirations que la Révolution avait fait naître. Louis XVIII avait vu fonctionner la constitution britannique et il voulut doter la France d’institutions analogues. C’est pourquoi la Charte contient deux principes de gouvernement : la responsabilité ministérielle et la dualité des Chambres.
Le préambule de la Charte ne fait aucune allusion au véritable modèle et ne fait que prétendre « renouer avec l’ancien temps » et rétablir en les adaptant aux circonstances, les institutions de l’ancienne monarchie française : « Nous avons cherché, disait-on, les principes de la charte constitutionnelle dans le caractère français et dans les monuments vénérables des siècles passés. Ainsi nous avons vu dans le renouvellement de la pairie une institution vraiment nationale et qui doit lier tous les souvenirs à toutes les espérances, en réunissant les temps anciens et les temps modernes ».

## Composition des différentes Chambres des pairs

### Selon la Charte constitutionnelle de 1814
La Chambre des pairs que Louis XVIII instituait devait se trouver en harmonie avec la monarchie restaurée. Elle représentait la noblesse : le roi devait en effet en choisir les membres dans la noblesse ou conférer un titre à ceux qu’il faisait entrer. Cette Chambre devait être par conséquent l’organe naturel des intérêts de la noblesse. Elle devait aussi constituer un appui solide pour la royauté, puisque c’était d’elle que les membres tiraient leur titre.
Louis XVIII a renoncé par une ordonnance du 13 août 1815 à la nomination des pairs à vie. L’article premier disait : « la dignité de pair est et demeure héréditaire, de mâle en mâle, par ordre de primogéniture ».
L’ordonnance du 25 août 1817 décida que nul ne pouvait être appelé à la Chambre des pairs, excepté les ecclésiastiques, s’il n’avait obtenu préalablement à sa nomination par le roi, l’autorisation de former un majorat et s’il n’avait pas constitué celui-ci.
À côté de ces membres héréditaires, la Charte de 1814 mentionnait des pairs de droit, les princes du sang. Mais ceux-ci ne pouvaient prendre séance que sur l’ordre du roi exprimé par un message pour chaque réunion.
Les principes d’absolutisme contenus dans la Charte amenèrent Charles X à rendre les ordonnances de 1830 lesquelles entraînèrent le remplacement de la monarchie. La Chambre des pairs devait sentir le contre-coup de ces événements.
Il existe de nombreuses similitudes avec la Chambre des lords britannique. Les membres de cette dernière sont nommés par le souverain. Celui-ci doit conférer aux pairs qu’il nomme un titre dont il peut varier la dignité. Il peut les nommer à vie ou les rendre héréditaires, selon sa volonté.

### La Chambre des pairs sous la monarchie de Juillet
Après la révolution de 1830, la Chambre haute de la monarchie de Juillet conserve le même nom que sous la Restauration mais la physionomie en a changé : elle doit recevoir un reflet du caractère bourgeois de la royauté. La suppression de l’hérédité, la possibilité de créer des pairs sans leur conférer de titres, l’établissement de catégories dans lesquelles ils devaient être choisis, la publicité des séances ont fait de la pairie de Louis-Philippe un corps bien différent de la pairie de Louis XVIII et de Charles X. 
La révolution de 1830 n’eut pas un effet immédiat sur l’organisation de la Chambre des pairs. L’article 23 de la charte du 14 août 1830 était la reproduction intégrale de l’article 27 de la charte de 1814.
Le décalage entre l’organisation de la Chambre des pairs et les nouvelles assises de la Monarchie donnait par répercussion une force nouvelle à la Chambre des députés (notamment auprès du peuple) qui correspondait mieux à la nouvelle idée de la Monarchie. Il fallait rétablir l’équilibre entre les deux Chambres. La loi du 23 décembre eut pour but de mettre la pairie en harmonie avec les institutions nouvelles.
Les législateurs français se contentèrent de supprimer l’hérédité et de limiter la nomination royale en déterminant des catégories en dehors desquelles elle ne pouvait s’exercer. La suppression de l’hérédité donna lieu dans les deux Chambres à de longues discussions parlementaires.
La Chambre des pairs finit par voter la suppression de l’hérédité et le fait pour le roi de ne plus être obligé de conférer aux pairs un titre de noblesse et de choisir les pairs dans vingt-deux cas formant cinq catégories.
- La première catégorie comprend ceux qui ont occupé ou occupent les plus hautes fonctions électives.
- La seconde ceux qui ont occupé ou occupent les plus hautes fonctions administratives.
- La troisième ceux qui ont occupé ou occupent les plus hautes fonctions judiciaires.
- Dans la quatrième catégorie entrent les citoyens qui présentent des garanties élevées de capacités intellectuelles.
- La cinquième enfin comprend ceux qui payent au moins 3000 francs d’impôts directs.

Le vicomte Révérend, spécialiste de la Pairie, conclut : "Elle ne fut plus, malgré quelques membres titrés, qu'une chambre haute bourgeoise, sans aucun privilège nobiliaire", et partant sans prestige. "En 1848, la Chambre des Pairs comptait même si peu qu'elle se dispersa sans se réunir, fait sans précédent dans l'histoire".

## Les attributions
La charte de 1830 qui avait modifié l’allure de la Chambre des pairs ne toucha pas à ses attributions.
En principe, celles-ci étaient les mêmes que celles de la Chambre des députés. Les deux Chartes portent que la Chambre des pairs est une portion essentielle de la puissance législative (article 24 Ch.1814- article 20 Ch. 1830).
La Chambre des pairs pouvait donc, comme la Chambre des députés, recevoir en premier lieu les projets provenant de l’initiative royale et, comme la Chambre des députés, elle pouvait « supplier le roi » d’exercer cette initiative dans un domaine bien défini. Lorsque le roi, après 1830, renonça à l’usage exclusif de l’initiative, celle-ci appartint également à la Chambre des pairs et à la Chambre des députés.
Cette égalité entre les deux Chambres comporte cependant une exception pour les lois de finance au détriment de la Chambre des pairs. Les deux Chartes consacrent seulement le « droit de priorité » de la Chambre basse au point de vue de la « loi de l’impôt ». Mais elles le font avec des termes d’inégale vigueur : la Charte de 1814 (art.17) déclare que la loi de l’impôt doit d’abord être « adressée » à la Chambre des députés. Ce terme assurait seulement à la Chambre basse une priorité de pure forme. La constitution de 1830 (art.15) est plus énergique : elle exige que la loi de l’impôt ait d’abord été « votée» par la Chambre des députés.
Il faut distinguer quatre sorte de lois financières :
- les lois de dépenses qui consacrent un crédit à un but déterminé ;
- les lois d’impôts qui fixent les revenus avec lesquels les dépenses seront couvertes ;
- les lois d’organisation financière qui règlent les modes de paiement des dépenses et des revenus ;
- les lois de comptabilité qui interviennent lorsque les revenus ont été perçus et les dépenses effectuées pour contrôler la régularité de ces opérations.

L’influence de la Chambre des pairs fut quasi nulle sur les lois d’impôt : les textes constitutionnels attribuaient la priorité en ces matières à la Chambre des députés. La Chambre des pairs renonça elle-même au droit d’amendement. Elle se reconnaissait simplement un droit de remontrance. Quand elle l’exerçait et que la Chambre des députés persistait dans son opinion première, c’était cette dernière qui devait avoir le dernier mot.
La Chambre des pairs fit preuve de la même timidité en matière de lois de dépenses. Sous la monarchie de Juillet, la Chambre des députés, qui représentait la bourgeoisie sceptique, voltairienne, anticléricale, supprima plusieurs crédits relatifs au budget des cultes, notamment ceux relatifs à des bourses aux séminaires et aux évêchés qui n’étaient pas prévus par le concordat. La Chambre des pairs rétablit les crédits ; la Chambre des députés les rejeta à nouveau. Le conflit cessa par une transaction dans laquelle la Chambre des députés eut le dessus.
La Chambre des pairs sut seulement jouer un rôle dans les lois d’organisation financière et dans les lois de comptabilité.
C’est par imitation de la constitution anglaise que les deux Chartes avaient admis l’infériorité de la Chambre des pairs dans ce domaine. C’est sous cette même influence qu’elles décidèrent que la Chambre des pairs serait Haute Cour de Justice. Elle était compétente pour connaître les crimes des ministres et des pairs et aussi pour connaître les crimes de haute trahison ou les crimes contre la sûreté de l’Etat, et à ce titre, elle se transformait en Cour des pairs. Les principales affaires dont la Chambre des pairs eut à traiter comme Haute Cour de Justice concernèrent par exemple : Ney, des ministres de Charles X, des insurgés de 1835, des auteurs des attentats contre Louis-Philippe…

## Membres célèbres
- Victor Hugo (13 avril 1845[3])

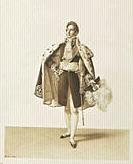
François-Joseph Heim (1787-1865), Sacre de Charles X, un pair de France
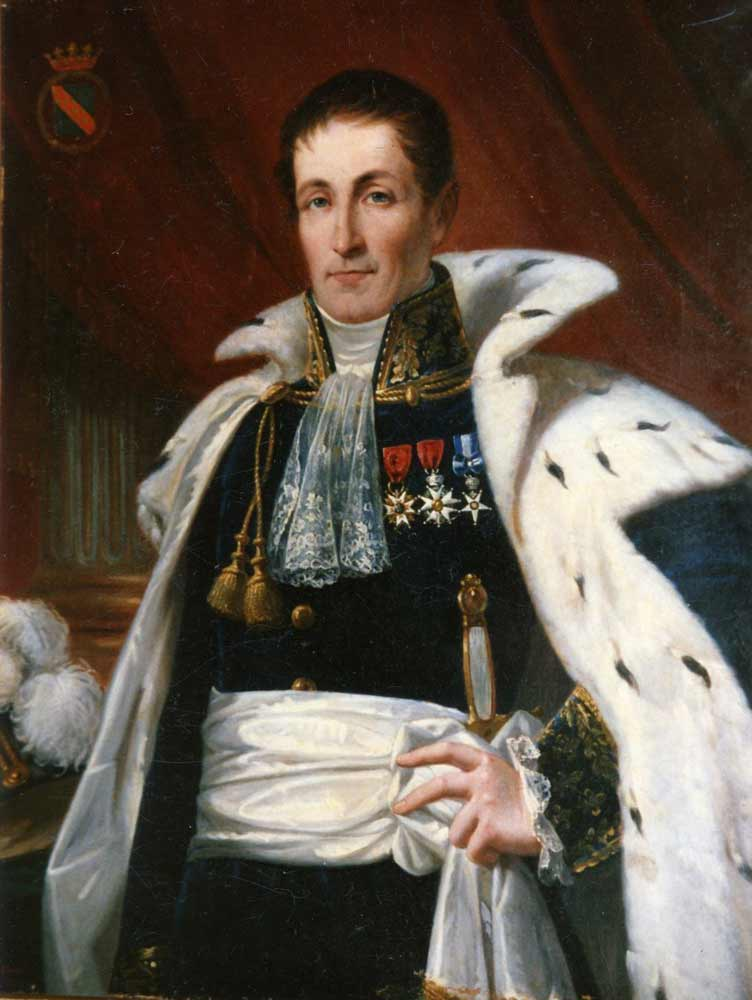
Portrait de Louis de La Forest Divonne (1765-1838) en tenue de pair de France.
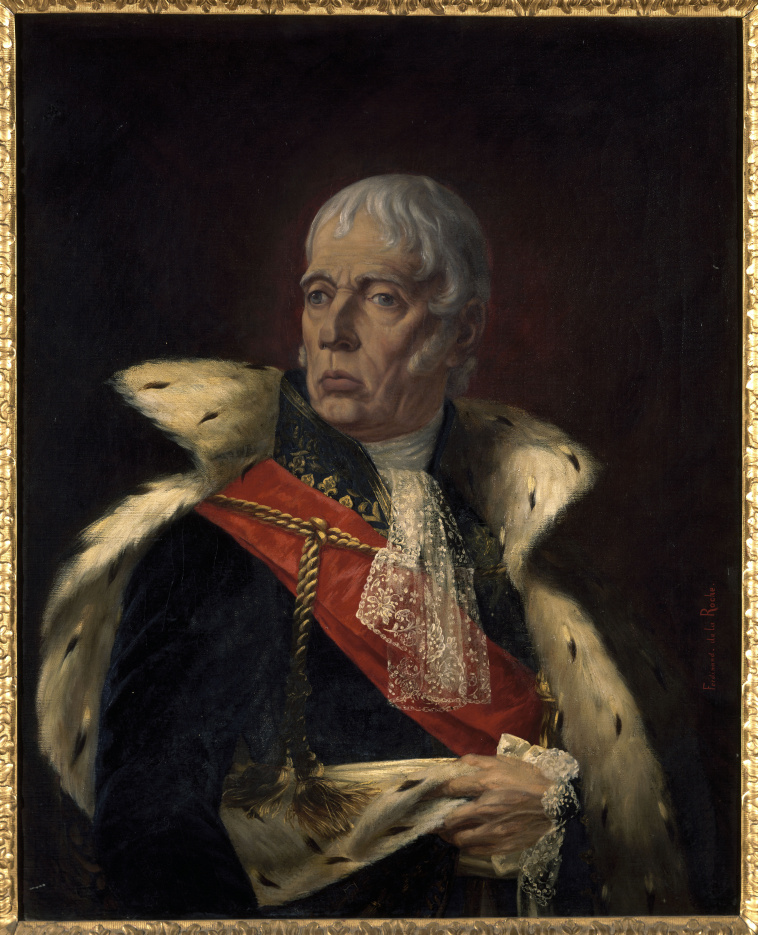
Comte François-Marie d'Aboville en costume de pair de France
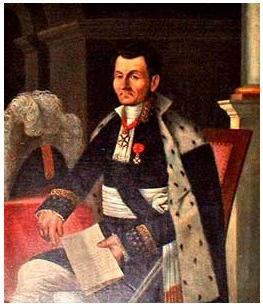
Claude-Pierre de Delay d'Agier
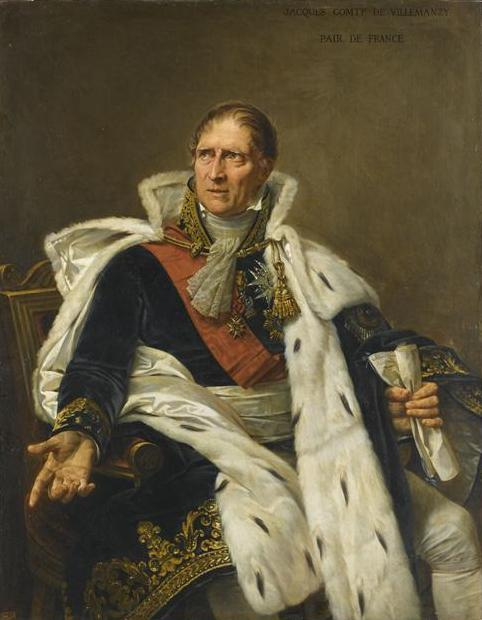
Antoine-Jean Gros, Général Pierre-Jacques Orillard de Villemanzy
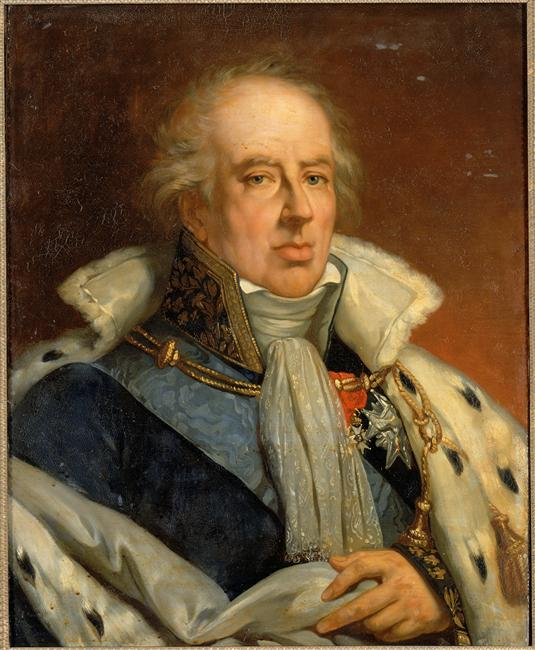
François XII de La Rochefoucauld (1747-1827)
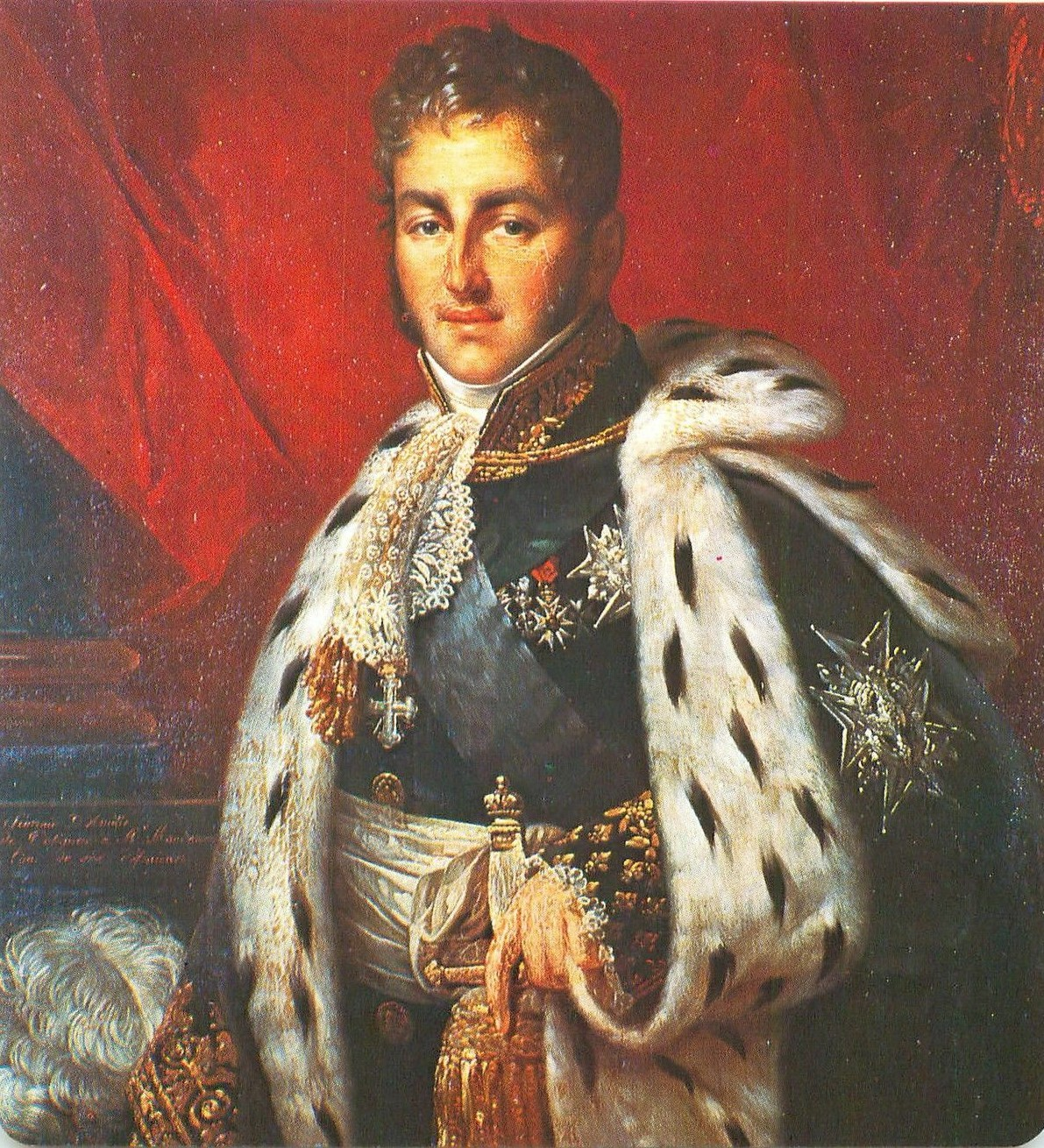
Jules Auguste Armand Marie, prince de Polignac (1780-1847)
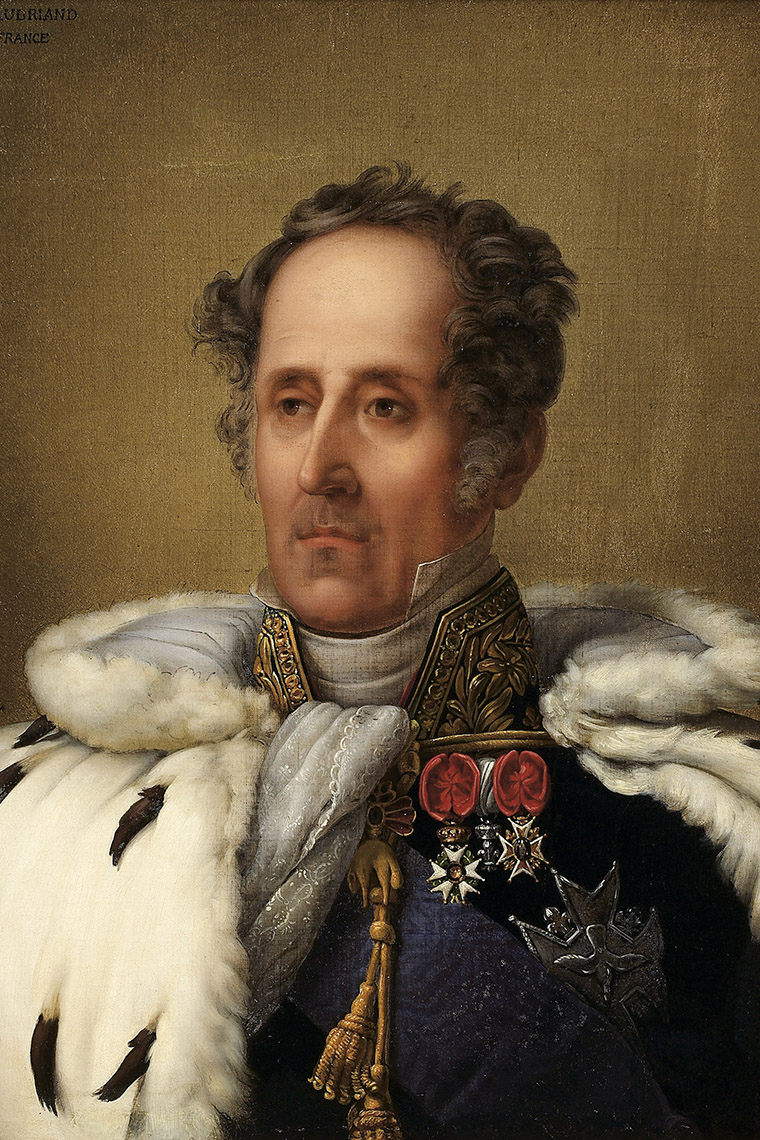
Pierre Louis Delaval, Portrait de François-René, vicomte de Chateaubriand (1768-1848)
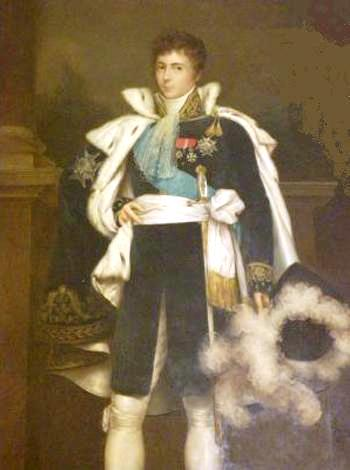
Anne-Victor-Denis Hurault (1767-1843), 7e marquis de Vibraye, pair de France
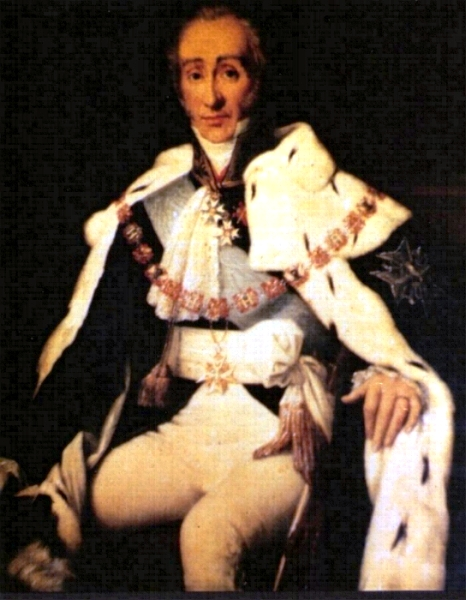
Louis Charles Pierre Bonaventure, comte de Mesnard (1769-1842), pair de France
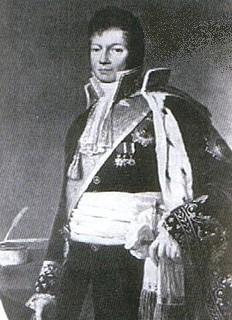
Gabriel d'Arjuzon en pair de France, (peinture attribuée à) Jacques-Louis David
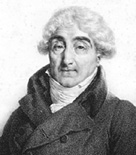
Raymond de Sèze (1748-1828)
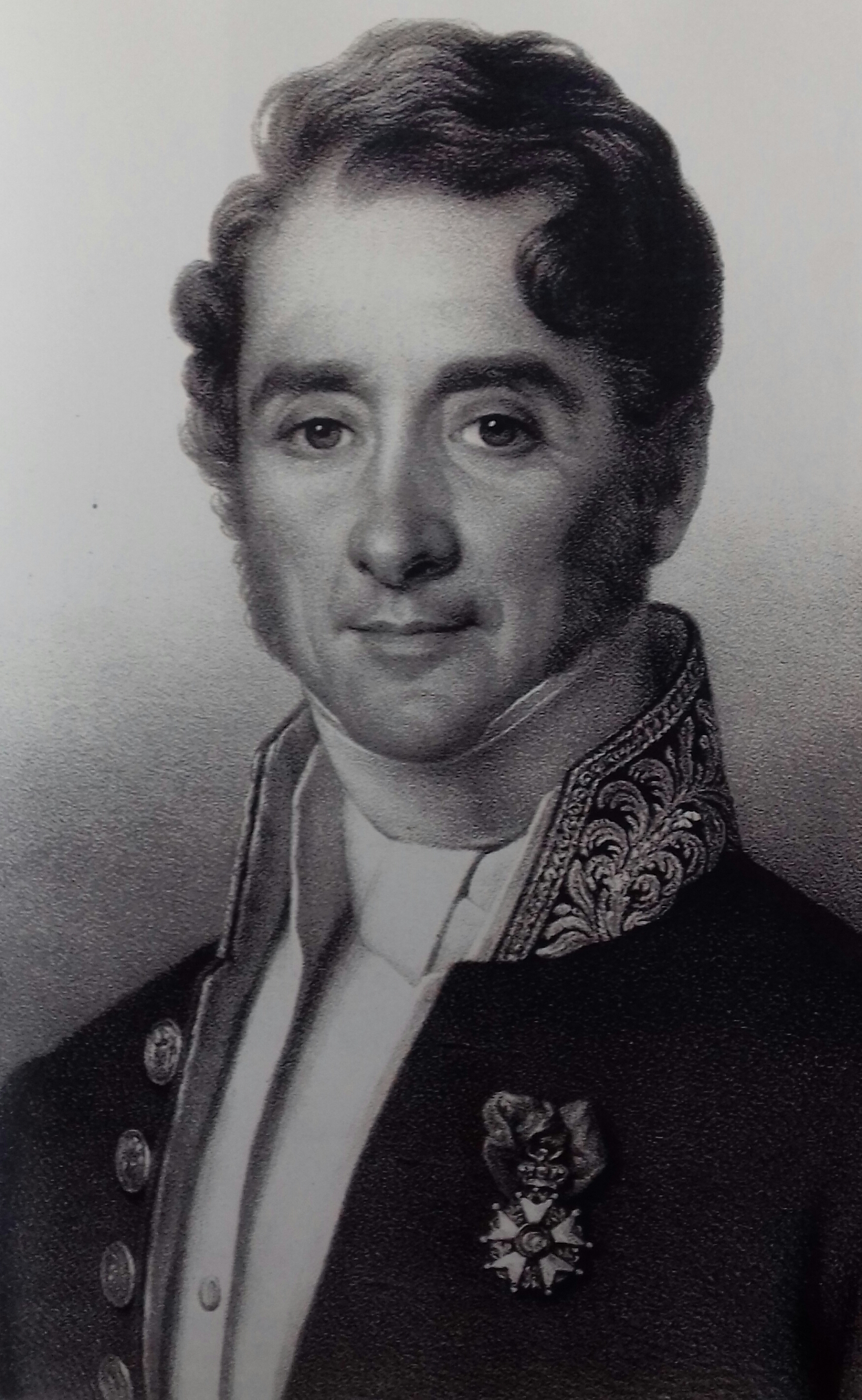
Joseph Henri Girot de Langlade, baron de Langlade (1782-1856), pair de France